# Diabrotica flava
Diabrotica flava es una especie de insecto coleóptero de la familia Chrysomelidae.
Fue descrita científicamente en 1791 por Olivier.